# Parque marino Motu Motiro Hiva
El Parque Marino Motu Motiro Hiva, también llamado Salas y Gómez, corresponde al mayor parque marino chileno. Se ubica alrededor de la isla Salas y Gómez, en el extremo oriental de la Polinesia. Posee una extensión de mar y costa de 150.000 km², equivalente al 4% del territorio marítimo chileno.
La principal característica de este parque marino es que, producto de la lejanía que posee respecto a Sudamérica, ha tenido prácticamente nula intervención humana manteniendo casi intacto su ecosistema.

## Historia
En el Deepsea Coral Symposium de 2008, realizado en Wellington, se presentó por primera vez la idea de crear un área marina protegida en la zona de las cordilleras submarinas de Salas y Gómez y de Nazca, en el Pacífico sur. Luego, en febrero de 2009, la World Wildlife Fund publicó una revisión científica en la revista Latin American Journal of Aquatic Research en que se proporcionan los antecedentes científicos que sustentaban esta idea,
En marzo de 2010, Oceana, National Geographic, la Universidad Católica del Norte, la Armada de Chile y otros expertos participaron en una expedición a la  isla Salas y Gómez (ubicada a 3.500 km al oeste de las costas continentales de Chile y cercana a Isla de Pascua). En dicho viaje, se analizaron las especies endémicas del parque y solicitaron al gobierno chileno la creación de un parque marino para proteger las características únicas de la biodiversidad de la zona. La iniciativa fue recogida por el gobierno y tramitada en los meses siguientes; un informe publicado en agosto de 2010 detalló las características que tendría el futuro parque marino.
El decreto que permitió la creación de este parque marino fue firmado el 18 de noviembre de 2010 por el ministro de Economía Juan Andrés Fontaine, acompañado en Quintay por la ministra de Medioambiente María Ignacia Benítez y el hijo del explorador marino Jacques Cousteau, Pierre Yves.
Al respecto, el presidente Sebastián Piñera señaló la importancia de la creación de la reserva natural:

Daremos el carácter de zona protegida al Parque marino Salas y Gómez. Su ubicación sirve de refugio y lugar de anidamiento y de vida a millones de aves migratorias, y en su mar se congregan cientos de especies de peces e invertebrados, muchos de ellos que sólo existen en esas islas. Esto lo convierte, sin duda, en uno de los parques marinos más grandes, más importantes y más trascendentes del mundo
Sebastián Piñera, octubre de 2010.

La creación, sin embargo, fue criticada por Greenpeace que la calificó como un “parque de papel”, al no cumplir con la protección eficaz de los ecosistemas. Según esta ONG, el decreto que creó la reserva no indica que esté cerrado a la pesca, en especial la pesca de arrastre que había sido realizada de forma intensa durante varios años.

## Administración
La administración del Parque Marino Motu Motiro Hiva es un trabajo conjunto entre personas originarias de la etnia Rapa Nui y el Estado de Chile. Esta administración conjunta está compuesta de 11 miembros: 6 miembros son originarios de Rapa Nui los cuáles son elegidos democráticamente por un período de 4 años y son los que componen el denominado Consejo del mar o KORO NUI O TE VAIKA (los miembros del Consejo por el período 2022-2026 son: Felipe Nahoe; Arturo Tepano; Sebastián Yancovic Pakarati; Marcela Hey; Clemente Pate y Ricardo Hito); 1 miembro pertenece a la CODEIPA (Comisión de Desarrollo de Isla de Pascua); 1 miembro pertenece al Ministerio de Medio Ambiente; 1 miembro pertenece al Ministerio de Defensa Nacional; 1 miembro pertenece al Ministerio de Economía, Fomento y Turismo y por último, un integrante del Ministerio de Interior y Seguridad Pública, representado en este caso por la Delegada Presidencial de Isla de Pascua, según lo establecido por el Decreto Supremo N.º 10, artículo 4º, de 28 de febrero de 2018 del Ministerio de Medio Ambiente de Chile. Este decreto establece la administración del parque sobre “los ecosistemas marinos y biota acuática contenidos en la playa de mar, rocas, porción de mar y fondo de mar” comprendidos por las siguientes coordenadas geográficas:
- A: 24°51′16″S 106°03′07″O / -24.85444, -106.05194
- B: 25°08′18″S 102°13′50″O / -25.13833, -102.23056
- C: 26°39′43″S 101°47′10″O / -26.66194, -101.78611
- D: 28°30′50″S 102°38′05″O / -28.51389, -102.63472
- E: 29°25′07″S 105°48′18″O / -29.41861, -105.80500
- F: 26°58′50″S 105°22′50″O / -26.98056, -105.38056

## Biodiversidad

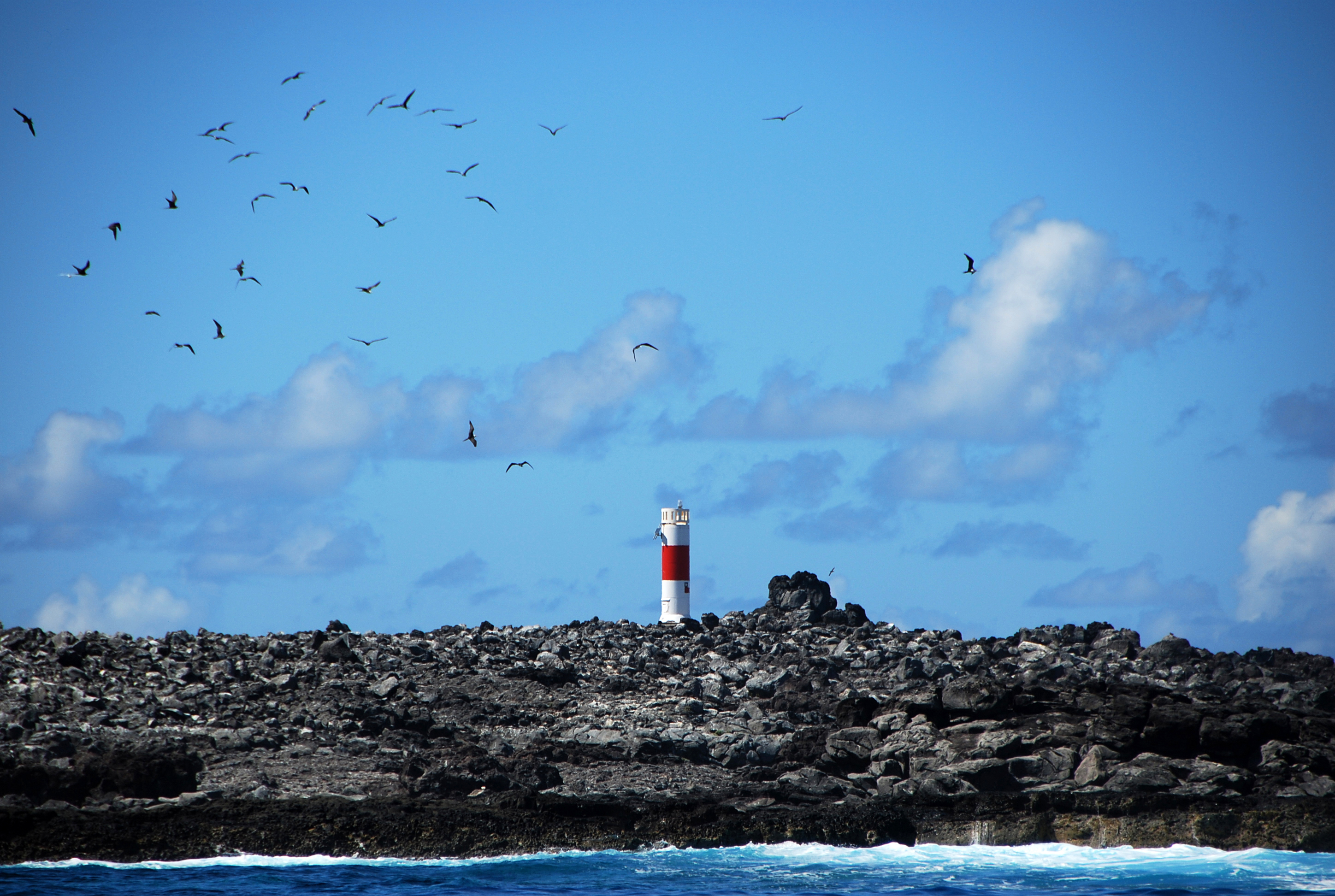
Aves sobrevolando el faro de la isla.

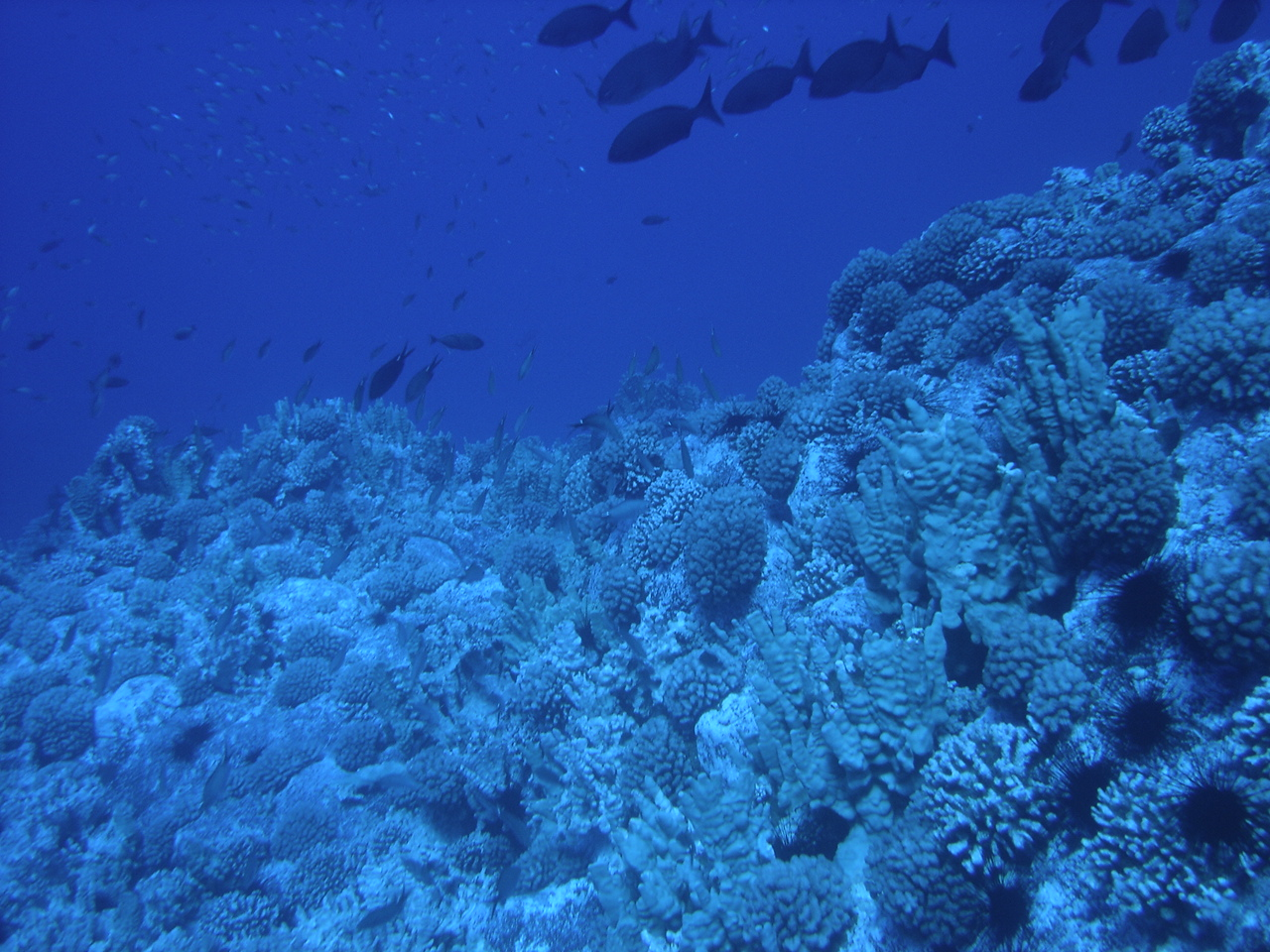
Corales y peces en las aguas del parque.

El fondo marino del entorno de la isla Salas y Gómez es reconocido como uno de los últimos ambientes marinos del planeta que presentan escasa intervención del hombre. Esta isla, al igual que otras del llamado Chile insular, posee alta afluencia de aves marinas y otras aves migratorias para nidificación. De los 93 sitios de nidificación identificados en Chile, 12 se encuentran en Salas y Gómez. La isla se ha transformado en un reservorio de aves que en otras zonas se encuentran en peligro, como la fardela de Pascua, la golondrina de mar y el ave del trópico de cola roja. Según algunos estudios, la cordillera de Nazca, adyacente a Salas y Gómez, es una posible zona reproductiva para las poblaciones de ballena azul que se alimentan en el verano en el golfo de Corcovado.
En relación con la ictiofauna, el tiburón de Galápagos es reconocido por pescadores de Isla de Pascua como una especie que encuentran sólo en Salas y Gómez, en forma muy abundante, lo cual fue confirmado por la expedición de Oceana en marzo de 2010. Tiburones del género Etmopterus, conocidos comúnmente como “gatas” o “tiburones linterna”, tienen una distribución geográfica estrechamente relacionada con las cordilleras sumergidas. Por otro lado, entre las investigaciones sobre los invertebrados marinos recolectados se da cuenta de la presencia de los moluscos Nerita morio y Cypraea caputdraconis.
Además, en los 23 montes submarinos muestreados de las dorsales de Nazca y Salas y Gómez se han identificado 208 géneros y 226 especies de invertebrados bentónicos y bento-pelágicos y 131 géneros y 170 especies de peces. Los trabajos científicos publicados con el material biológico obtenido en las expediciones describieron por primera vez cuatro géneros y 74 especies de invertebrados, y en el caso de peces, tres géneros y 76 especies. Entre los peces destacan los Caelorinchus immaculatus y Pterygotrigla picta. La mayor diversidad de este tipo de animales existe a profundidades entre 500 y 600 metros.
Las comunidades de invertebrados de fondo en las cimas de los montes submarinos se caracterizan por la fuerte dominancia de pocas especies. A profundidades menores a 400 metros predominan la langosta enana y los erizos. A grandes profundidades son más abundantes las esponjas, los gorgónidos, estrellas de mar y camarones. El jurel usualmente domina las comunidades de peces bento-pelágicas sobre los montes. Otras especies abundantes son Emmelichthys cyanescens, E. elongatus, Decapterus muroadsi, Zenopsis oblongus, Epigonus elegans y Pentaceros quinquespinis, todas las cuales forman la base de pesquerías comerciales.